# Drosera

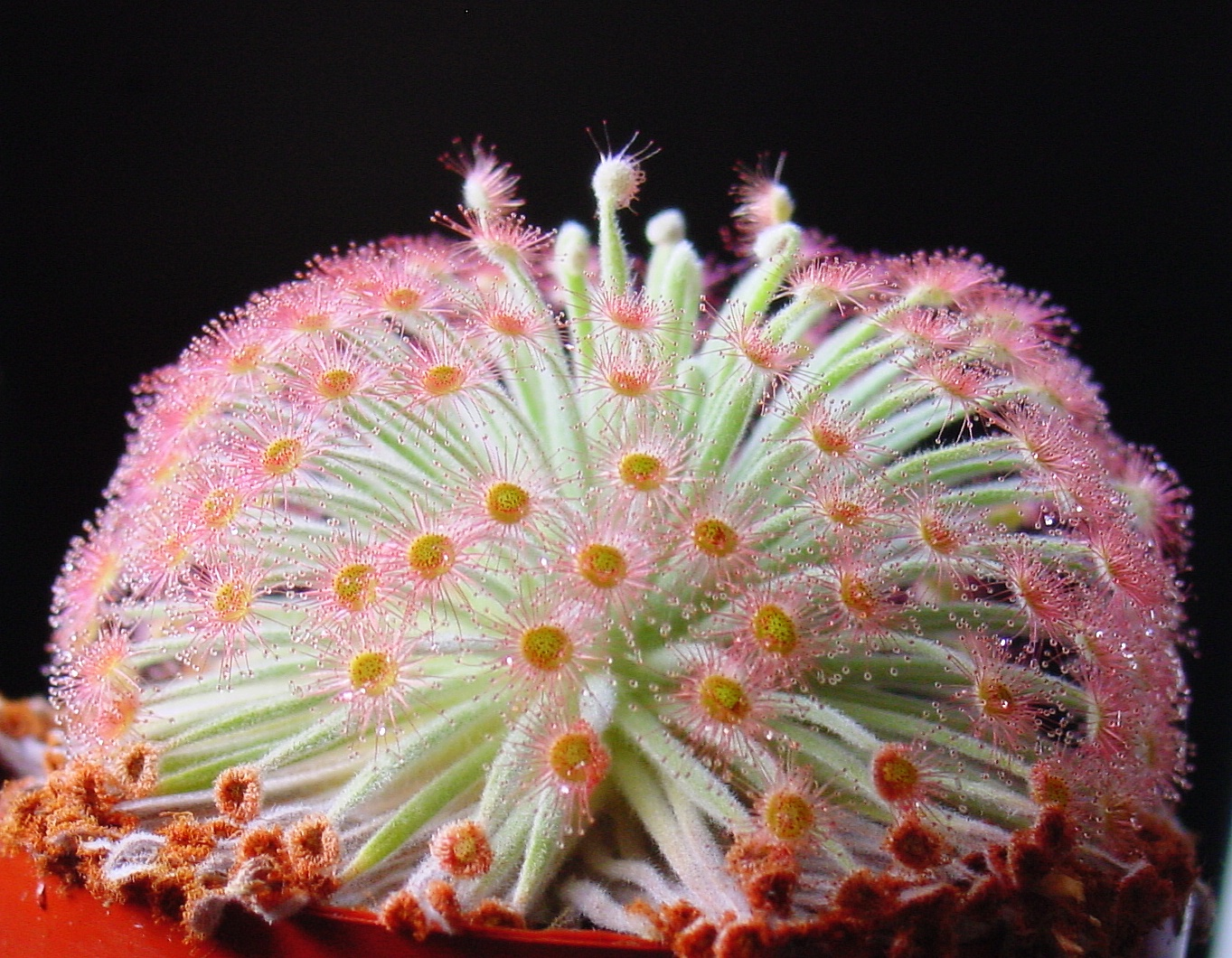
Drosera derbyensis

 Drosera (Roua cerului) este un gen de plante insectofage, face parte din familia Droseraceae, genul  cuprinde ca. 200 de specii.
Roua cerului, denumită științific Drosera rotundifolia , este una din puținele plante carnivore ce pot fi întâlnite și în  România ; specie ocrotită, ea poate fi admirată în turbăriile muntoase, majoritatea astăzi aflate în rezervații naturale. Planta consumă: aproximativ 50 de insecte pe an.   Poate fi ușor recunoscută după   florile de culoare albă și îndeosebi după frunze , care au pe suprafața lor numeroși peri glandulari cu rol în digerarea insectelor. Perisorii, numiți și tentacule, secretă substanțe lipicioase care se adună sub forma unor picături strălucitoare de rouă, de unde vine și denumirea plantei. 
Rădăcinile droserei sunt destul de slab dezvoltate. Frunzele sunt dispuse sub formă unei rozete bazale. Petiolul lor este lung, iar limbul este acoperit de peri. O insectă care se așază pe o frunză a acestei plante se lipește de sucul lipicios al perilor maciucati. Făcând mișcări de eliberare, ea se lipește de mai mulți peri. Perii se încolăcesc în jurul insectei și secretă un suc lipicios, abundent , care sufocă insectă. Ea este apoi digerată de anumite enzime proteolitice timp de câteva zile, din insectă rămânând doar scheletul chitinos.  

## Specii

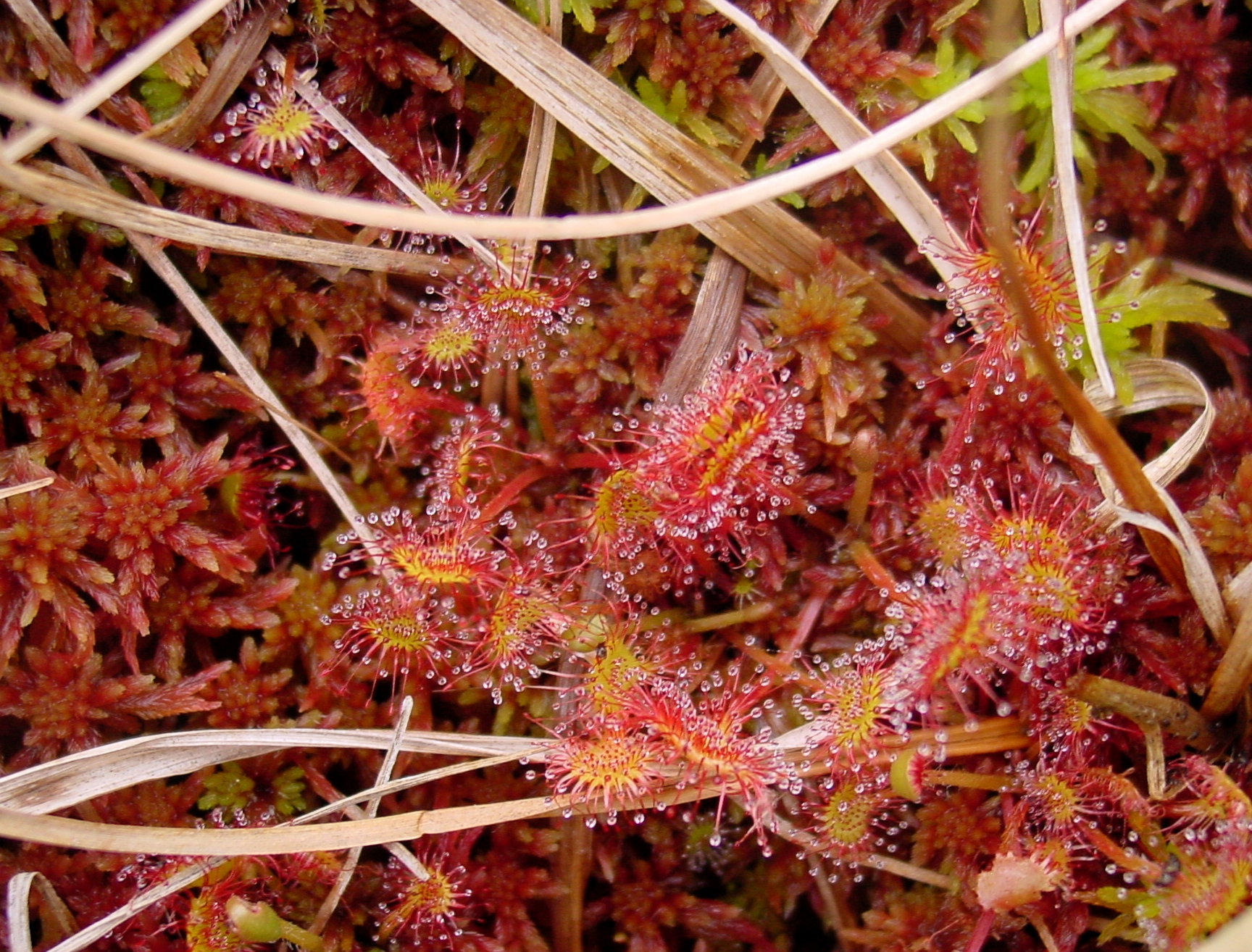
Drosera rotundifolia

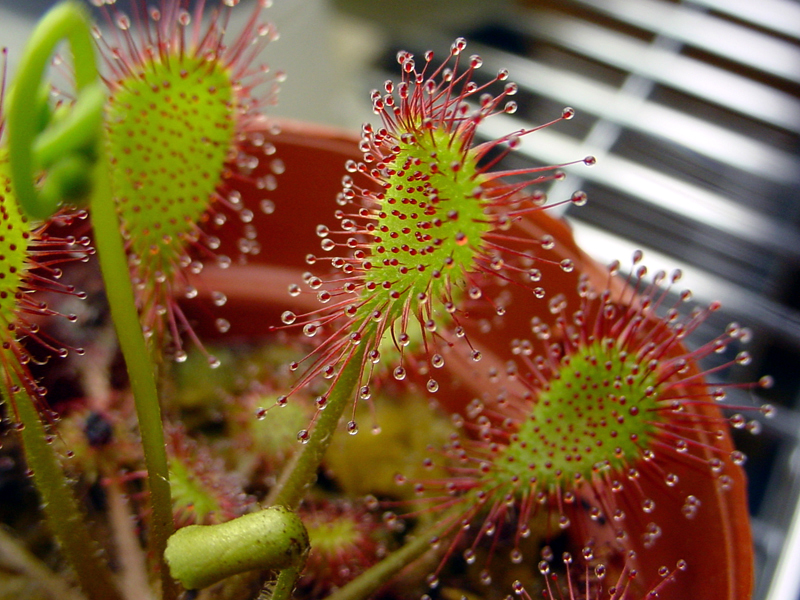
Drosera cultivars

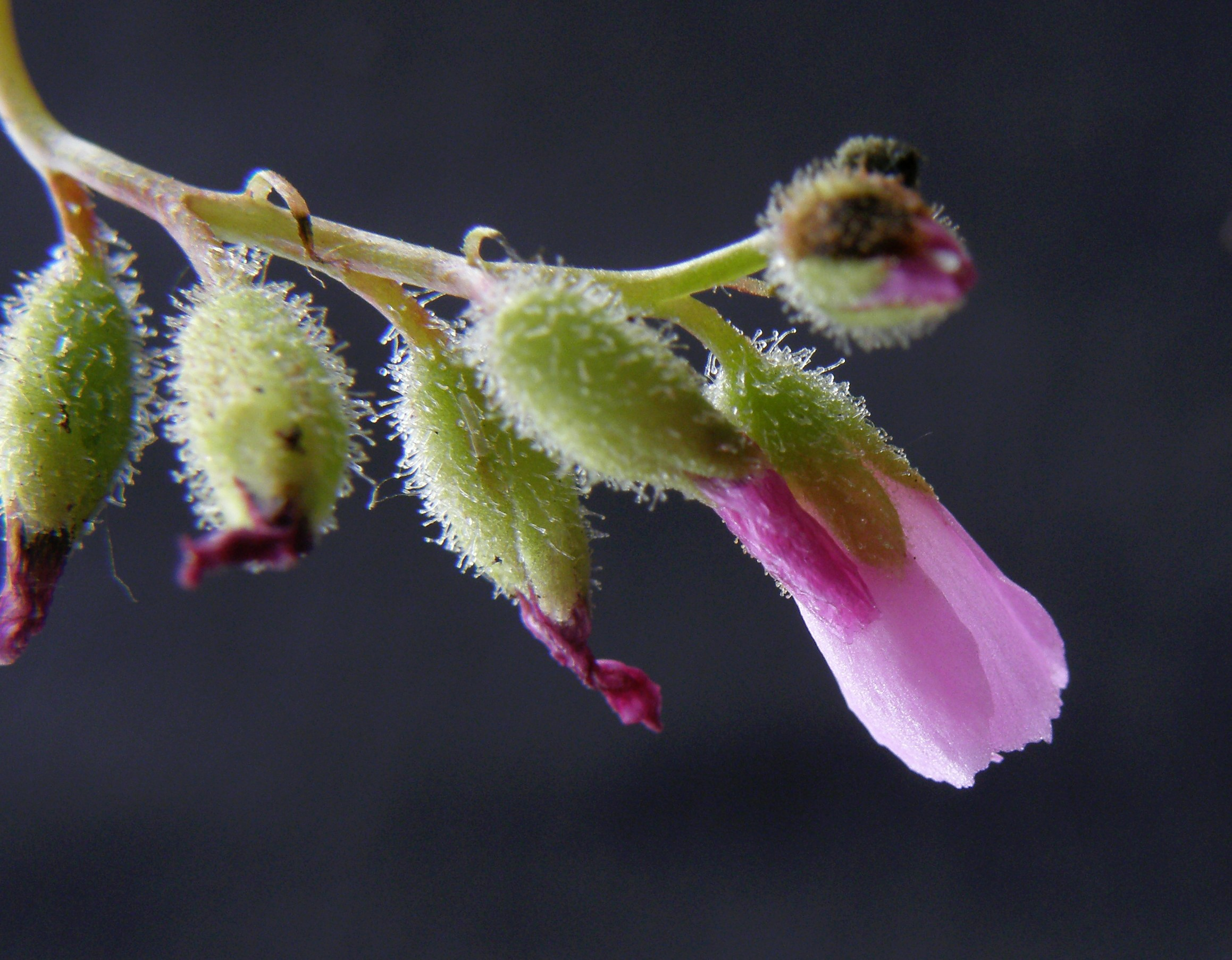
Drosera filiformis (inflorescență)

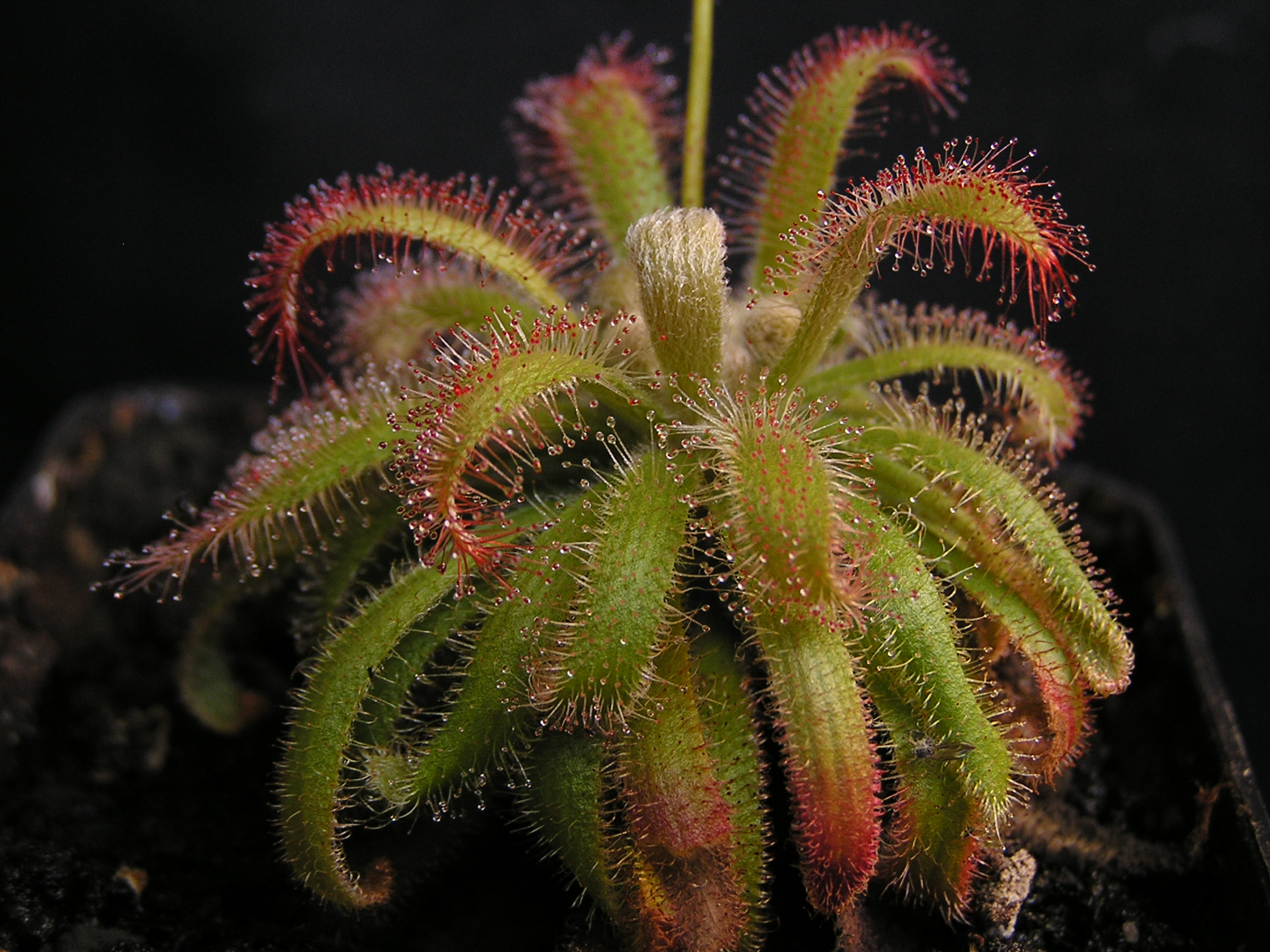
Drosera graomogolensis

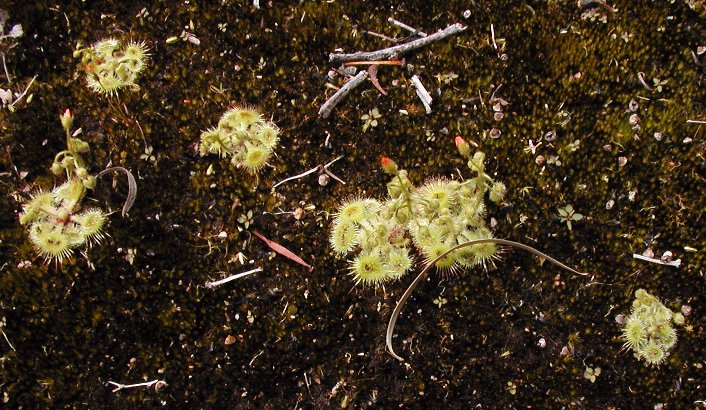
Drosera glanduligera

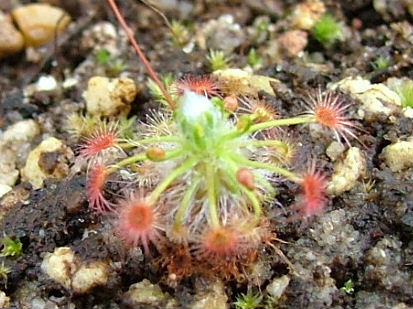
Drosera pedicellaris

Listă de specii conform Catalogue of Life.

- Drosera aberrans
- Drosera acaulis
- Drosera adelae
- Drosera affinis
- Drosera afra
- Drosera alba
- Drosera aliciae
- Drosera allantostigma
- Drosera andersoniana
- Drosera androsacea
- Drosera anglica
- Drosera arcturi
- Drosera arenicola
- Drosera banksii
- Drosera barbigera
- Drosera bequaertii
- Drosera biflora
- Drosera binata
- Drosera brevicornis
- Drosera brevifolia
- Drosera broomensis
- Drosera browniana
- Drosera bulbigena
- Drosera bulbosa
- Drosera burkeana
- Drosera burmannii
- Drosera caduca
- Drosera callistos
- Drosera camporupestris
- Drosera capensis
- Drosera capillaris
- Drosera cayennensis
- Drosera cendeensis
- Drosera chrysolepis
- Drosera cistiflora
- Drosera citrina
- Drosera closterostigma
- Drosera coccipetala
- Drosera collinsiae
- Drosera colombiana
- Drosera communis
- Drosera cuneifolia
- Drosera darwinensis
- Drosera derbyensis
- Drosera dichrosepala
- Drosera dielsiana
- Drosera dilatatopetiolaris
- Drosera echinoblastus
- Drosera elongata
- Drosera eneabba
- Drosera erythrogyne
- Drosera erythrorhiza
- Drosera esmeraldae
- Drosera falconeri
- Drosera felix
- Drosera ferruginea
- Drosera filiformis
- Drosera fimbriata
- Drosera fulva
- Drosera gibsonii
- Drosera gigantea
- Drosera glabripes
- Drosera glanduligera
- Drosera graminifolia
- Drosera graniticola
- Drosera grantsaui
- Drosera graomogolensis
- Drosera grievei
- Drosera hamiltonii
- Drosera hartmeyerorum
- Drosera helodes
- Drosera heterophylla
- Drosera hilaris
- Drosera hirtella
- Drosera hirticalyx
- Drosera huegelii
- Drosera humbertii
- Drosera hybrida
- Drosera hyperostigma
- Drosera incisa
- Drosera indica
- Drosera insolita
- Drosera intermedia
- Drosera intricata
- Drosera kaieteurensis
- Drosera katangensis
- Drosera kenneallyi
- Drosera kihlmanii
- Drosera lasiantha
- Drosera leucoblasta
- Drosera leucostigma
- Drosera linearis
- Drosera liniflora
- Drosera lowriei
- Drosera macrantha
- Drosera macrophylla
- Drosera madagascariensis
- Drosera mannii
- Drosera marchantii
- Drosera menziesii
- Drosera meristocaulis
- Drosera microphylla
- Drosera miniata
- Drosera modesta
- Drosera montana
- Drosera monticola
- Drosera moorei
- Drosera myriantha
- Drosera natalensis
- Drosera neesii
- Drosera neocaledonica
- Drosera nidiformis
- Drosera nitidula
- Drosera oblanceolata
- Drosera obovata
- Drosera occidentalis
- Drosera orbiculata
- Drosera ordensis
- Drosera oreopodion
- Drosera paleacea
- Drosera pallida
- Drosera panamensis
- Drosera paradoxa
- Drosera parvula
- Drosera patens
- Drosera pauciflora
- Drosera pedicellaris
- Drosera peltata
- Drosera peruensis
- Drosera petiolaris
- Drosera pilosa
- Drosera platypoda
- Drosera platystigma
- Drosera praefolia
- Drosera prolifera
- Drosera prostrata
- Drosera prostratoscaposa
- Drosera pulchella
- Drosera pycnoblasta
- Drosera pygmaea
- Drosera radicans
- Drosera ramellosa
- Drosera ramentacea
- Drosera rechingeri
- Drosera regia
- Drosera roraimae
- Drosera rosulata
- Drosera rotundifolia
- Drosera rubrifolia
- Drosera rupicola
- Drosera salina
- Drosera schizandra
- Drosera schmutzii
- Drosera scorpioides
- Drosera sessilifolia
- Drosera sewelliae
- Drosera sidjamesii
- Drosera slackii
- Drosera solaris
- Drosera spatulata
- Drosera spilos
- Drosera stenopetala
- Drosera stolonifera
- Drosera stricticaulis
- Drosera subhirtella
- Drosera subtilis
- Drosera sulphurea
- Drosera superrotundifolio-longifolia
- Drosera tentaculata
- Drosera trinervia
- Drosera tubaestylis
- Drosera umbellata
- Drosera uniflora
- Drosera walyunga
- Drosera whittakeri
- Drosera villosa
- Drosera viridis
- Drosera zigzagia
- Drosera zonaria